# Réserve écologique Léon-Provancher
Die Réserve écologique Léon-Provancher ist ein im Jahr 1999 eingerichtetes, 483,8 ha großes Schutzgebiet im Süden der kanadischen Provinz Québec, in der Grafschaftsgemeinde Bécancour südwestlich des gleichnamigen Hauptortes.

## Lage, Aufgabe
Es erstreckt sich zwischen dem Nordufer des Lac Saint-Paul am Sankt-Lorenz-Stroms gegenüber von Trois-Rivières und der autoroute 30, einer Fernverkehrsstraße. Es schützt eine für die Umgebung des 353 km² großen Lac Saint-Pierre typische Landschaft. Diese ist von sehr großer pflanzlicher Artenvielfalt gekennzeichnet, wobei allein 25 dieser Arten als gefährdet gelten.

## Geologie, Flora
Das relativ flache Gebiet entstand im Urstromtal des Sankt-Lorenz-Stroms, nachdem sich das Champlainmeer, ein von abschmelzenden Gletschermassen genährter Seitenarm des Atlantiks, zurückgezogen hatte. Dessen Ablagerungen bieten einen nährstoffreichen Boden. Für die Ansiedlung verschiedener Pflanzenarten ist am Lac aux Outardes und am Lac Saint-Paul der Wasserpegel ausschlaggebend. An der Rivière Godefroy finden sich Pionierpflanzen, hinzu kommen Gewöhnliche Teichbinsen (Schoenoplectus acutus), Wasserreis (Zizania palustris), Schwanenblume (Butomus umbellatus) sowie verschiedene Salixarten wie die Seidenhaarige Weide, wohl Salix glauca subsp. callicarpaea.

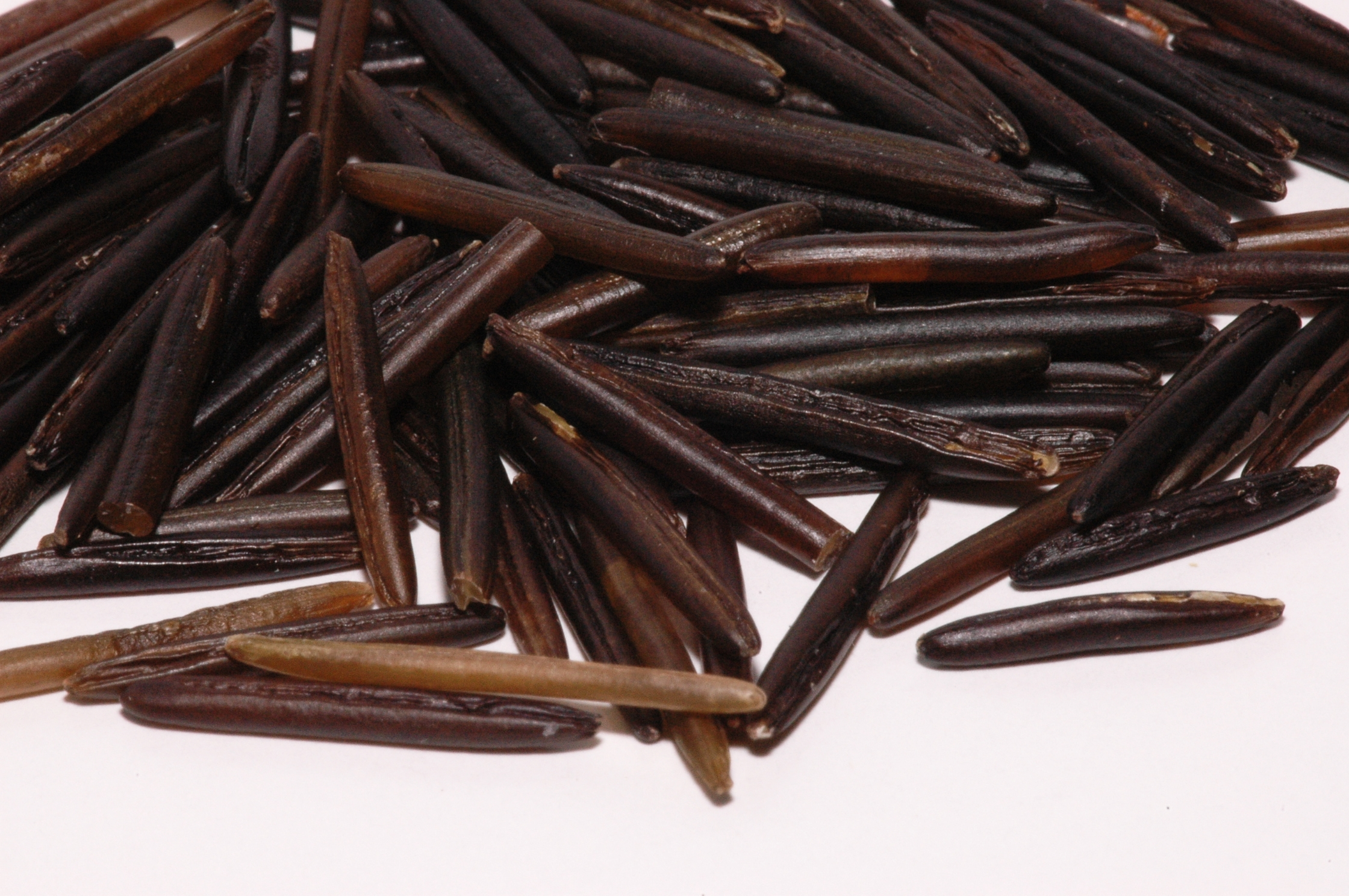
Nördlicher Wasserreis

Auf den Alluvialböden, also jungen Schwemmböden am Godefroy und am Saint-Paul-See, siedeln sich Pflanzengesellschaften an, deren Zusammensetzung von den Frühjahrsüberschwemmungen und dem Grundwasserspiegel abhängt. Vielfach finden sich Torfmoose, aber auch Torfgränke aus der Familie der Heidekrautgewächse, Grau-Segge (Carex canescens) oder Gagelstrauch (Myrica gale). Bei den Weiden handelt es sich meist um Salix discolor und Salix petiolaris. Auf weniger feuchtem Terrain finden sich eher Grau-Erlen (subspecies rugosa) und Rot-Ahorn.
Auf dem Tillit stehen Zucker-Ahorn, Amerikanische Linde, Gelb-Birke (Betula alleghaniensis), aber auch besonders wärmeliebende Pflanzen wie Carya cordiformis, auch Hickory genannt, eine Gattung von Bäumen aus der Familie der Walnussgewächse. Ähnliches gilt für die Eichenart Quercus macrocarpa, die hier einen ihrer nördlichsten Standorte findet, oder die Kanadische Hemlocktanne, die hier Pruche du Canada heißt.

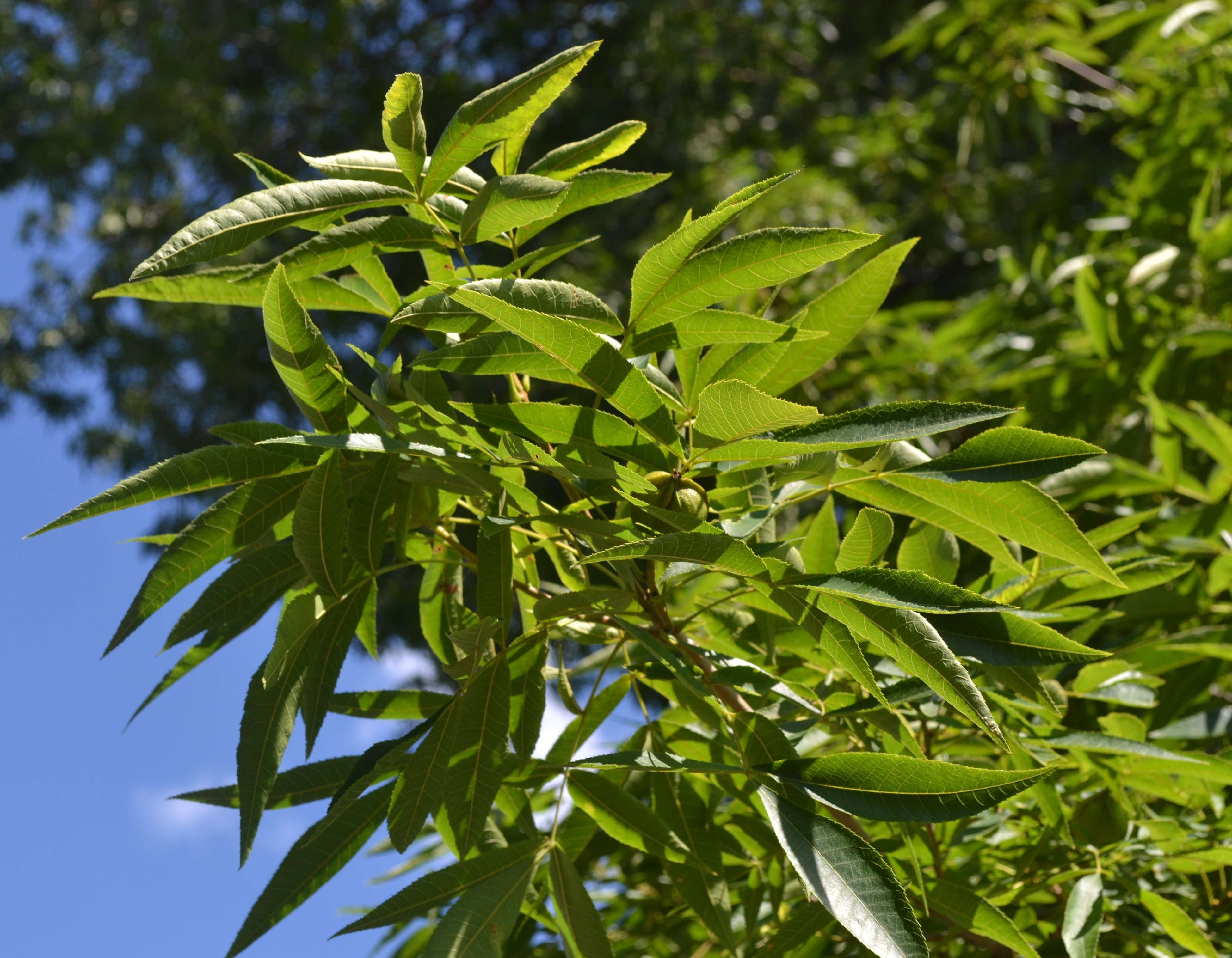
Blätter der Carya cordiformis

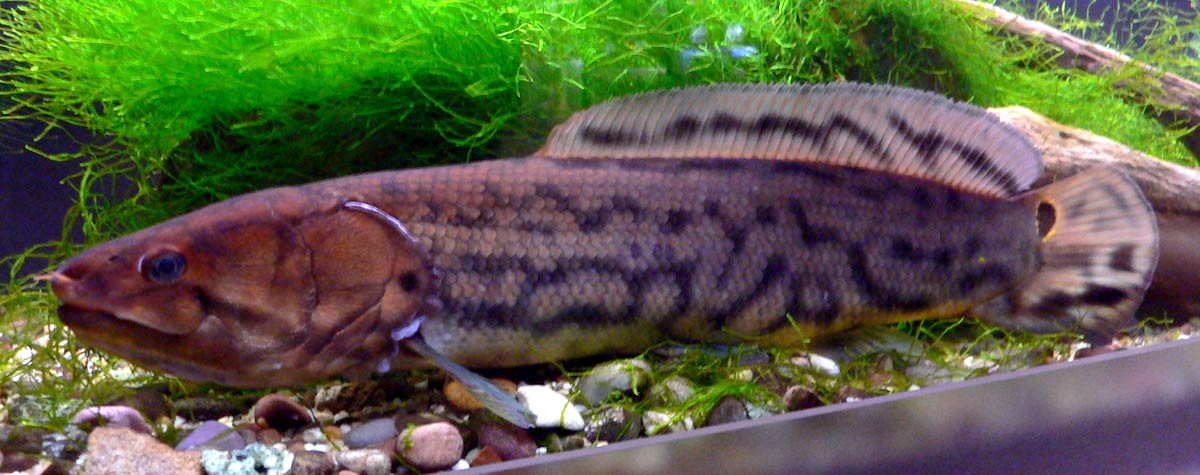
Der altertümliche Kahlhecht

Insgesamt sind 660 Gefäßpflanzen erfasst worden, wobei viele von ihnen hier ihr nördlichstes Vorkommen haben, wie etwa der Westliche Zürgelbaum (Celtis occidentalis) oder Ranunculus flabellaris aus der Gattung der Hahnenfüße, Saururus cernuus Linné aus der Familie der Eidechsenschwanzgewächse, die wiederum zur Ordnung der Pfefferartigen gehört. Zu diesen nördlichsten Vertretern ihrer Art gehört auch Justicia americana (Linné) Vahl, die hier Carmantine d'Amérique genannt wird, und die der Familie der Akanthusgewächse angehört.

## Fauna
Neben dem Pflanzenreichtum bietet auch die Fauna zahlreiche Arten, wie den Kahlhecht. Er ist der letzte Vertreter der gleichnamigen Familie und weist noch Merkmale urtümlicher Knochenfische auf. Als gefährdet gelten unter den Insekten der Schmetterling Asterocampa celtis, hier Papillon du micocoulier genannt, sowie der Agrile du micocoulier genannte Käfer aus der Gattung Agrilus. Beide hängen vom Zürgelbaum (franz.: micocoulier) ab.

## Namensgeber
Benannt wurde das Schutzgebiet nach Léon Provancher (1820–1892), einem in Bécancour geborenen Botaniker, Insektenkundler und Gründer des Le Naturaliste canadien. Er gilt als eine der herausragenden Persönlichkeiten Kanadas.